# 芬丹車站

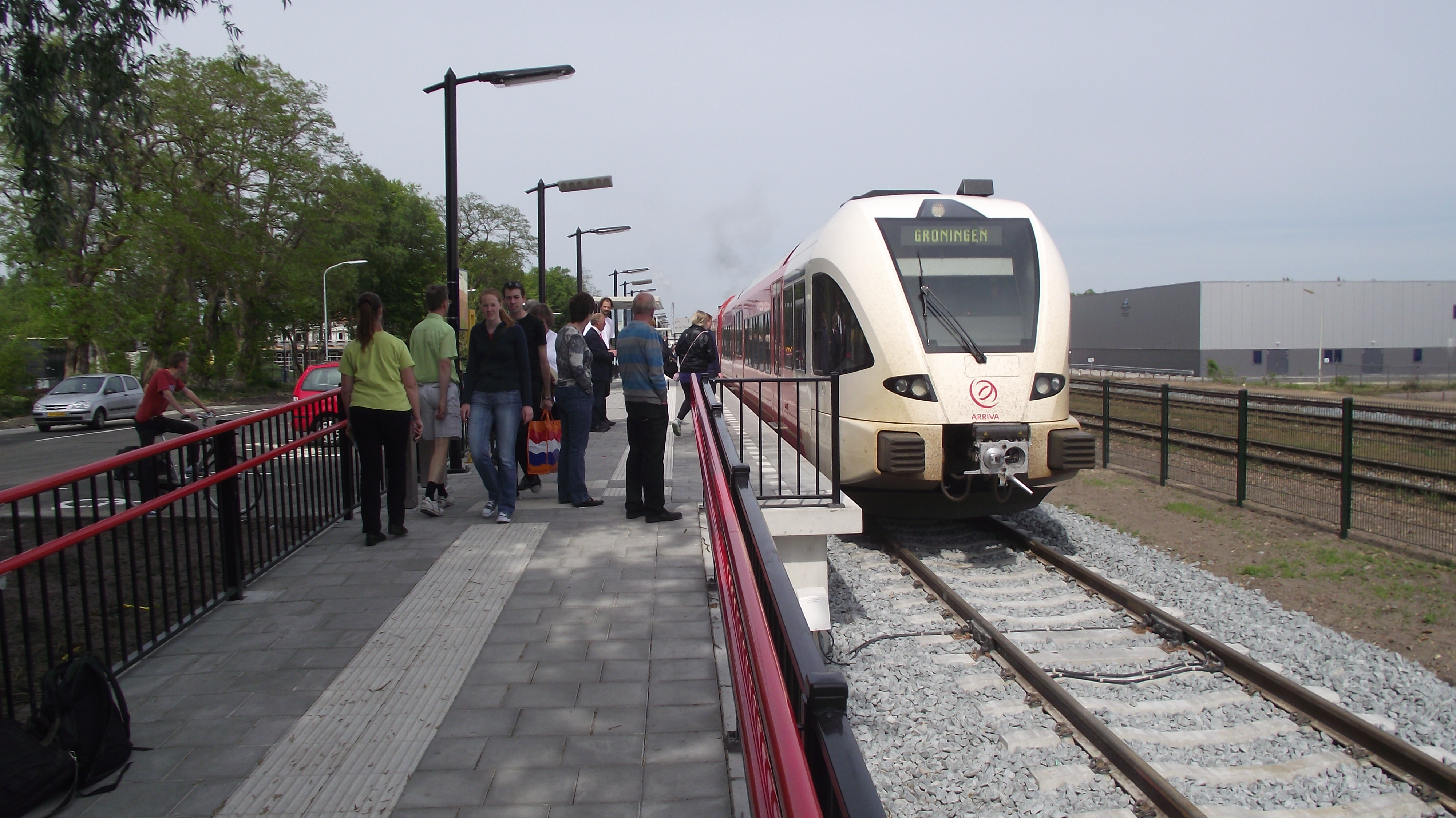
車站月台

芬丹車站（荷蘭語：Station Veendam）是荷蘭格羅寧根省芬丹的一座鐵路車站，由愛瑞發營運。

## 歷史
該站曾於1910年8月1日至1953年5月17日期間提供客運列車服務，後於2011年5月1日重新開放。